# Paul Stoddart
Paul Stoddart nació el 26 de mayo de 1955, es un magnate de la aviación de Australia.
Fue poseedor del equipo Minardi de Fórmula 1 hasta el año 2005, vendiéndolo  posteriormente a la escudería Red Bull Racing. En el año 2007 creó la escudería Minardi Team USA y desde entonces participa en la Championship Auto Racing Teams, con mejor suerte que en la F1.

## OzJet

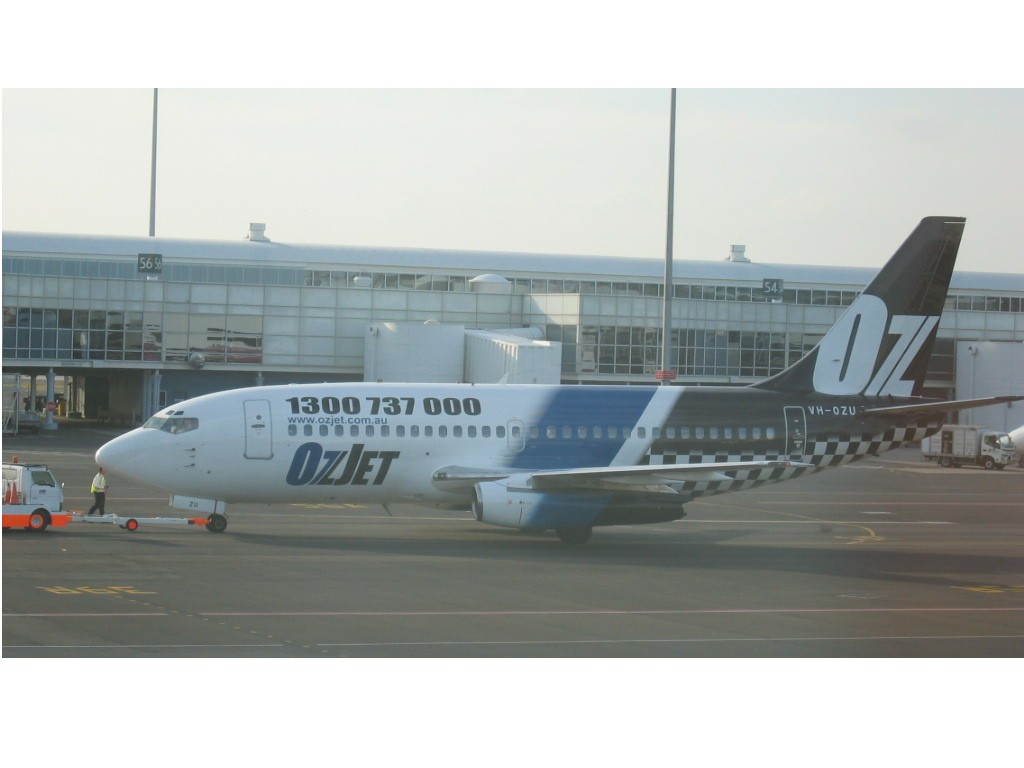
Un OzJet Boeing 737 en el Aeropuerto Internacional Kingsford Smith.

La línea aérea creada por el empresario Paul Stoddart para dar servicio de viajes de negocios de bajo coste en Australia, ha suspendido todos sus vuelos programados cuatro meses después de su nacimiento.
Stoddart aseguró que la empresa mantendrá al menos dos de su cuatro Boeing 737 y aproximadamente el 30 por ciento de su personal para los trabajos en los vuelos chárter.
- Datos: Q172464
- Multimedia: Paul Stoddart / Q172464